# رواز چخیدزه
رِواز "رِزو" چخیدزه (گرجی: რევაზ "რეზო" ჩხეიძე؛ ۸ دسامبر ۱۹۲۶ – ۳ مهٔ ۲۰۱۵) کارگردان فیلم اهل گرجستان بود.
از فیلم‌ها یا برنامه‌های تلویزیونی که وی در آن نقش داشته‌است می‌توان به  آخرین بهار اشاره کرد.
وی همچنین برندهٔ جوایزی همچون جایزه لنین، جایزه هنرمند مردمی اتحاد جماهیر شوروی، و نشان لنین شده‌است.